# ماغ غاردين
ماغ غاردين (マッグガーデン Maggu Gāden) هي شركة النشر اليابانيّة التي تتركز على منشورات المانغا ذات الصلة وأيضا المشاركة في تطوير الأنمي. تأسس في 5 يونيو 2001 من طرف يوشيهيرو هوساكا جنبا إلى جنب مع فنانين سابقين للمانجا من انيكس (الآن سكوير إنكس). الشركة اندمجت مع برودكشن آي جي في 1 ديسمبر 2007 لتشكيل شركة جديدة لـآي جي بورت، لتصبح واحدة من الشركات التابعة لآي جي بورت جنبا إلى جنب مع زيبيك.

## وصلات خارجية
- Official website
- ماغ غاردين على موقع ANN company (الإنجليزية)